# 牛宿增九
摩羯座4，又名BD-22 5384，HD 192879、SAO 189114、HR 7748，是摩羯座的一颗恒星，视星等为5.87，位于銀經21.5，銀緯-28.31，其B1900.0坐标为赤經20h 12m 8.9s，赤緯-22° -28.31′ 8″。